# Amada (Unternehmen)
Die K.K. Amada (jap. 株式会社アマダ; engl. Amada Co., Ltd.) mit Hauptsitz im Stadtteil Ishida der Stadt Isehara, Präfektur Kanagawa, Japan ist ein weltweiter Maschinen- und Werkzeughersteller für die Metall- und insbesondere Blechbearbeitung. Produktionsstandorte befinden sich in Japan, Europa, den USA, China und Taiwan.

## Geschichte
Amada wurde am 10. September 1946 durch Isamu Amada als Unternehmen zur Werkzeugbearbeitung und -fertigung in Toshima gegründet und expandierte im günstigen Wirtschaftsklima der Nachkriegszeit schnell. Im Verlauf der folgenden Jahre begann es an den japanischen Produktionsstandorten die Produktion von Bandsägemaschinen (1955), Revolverstanzmaschinen (1972) und Laserschneidmaschinen (1980), konnte aber auch zahlreiche Tochterfirmen in anderen Ländern gründen. Dies waren im Einzelnen die US AMADA Ltd. zur Fertigung von CNC-Stanzmaschinen in den USA 1971, die AMADA U.K. in England 1972, die AMADA GmbH zum Vertrieb von Bandsägemaschinen und Sägebändern in Europa mit Sitz in Deutschland 1973, die AMADA S.A. in Frankreich 1985 und die AMADA Austria GmbH zur Produktion von Sägebändern und Abkantwerkzeugen in Ternitz in Niederösterreich 1986.
Nachdem bereits 1965 die Übernahme des Vertriebs von Promecam-Abkantpressen in Asien stattgefunden hatte, wurde Promecam 1986 ganz von AMADA Europe S.A. in Frankreich übernommen. Ab den 1980er Jahren gründete Amada zahlreiche internationale Vertriebs-Niederlassungen für eigene Produkte: AMADA Taiwan, Inc. 1984, AMADA Canada, Ltd. 1987, AMADA Cutting Technologies, Inc. in den USA 1987, AMADA Singapore (1989) Pte Ltd. 1989, AMADA Hong Kong Co., Ltd. 1994, AMADA (Thailand) Co., Ltd. 1995, AMADA (Malaysia) Sdn.Bhd. 1996, AMADA (Shanghai) Co., Ltd. 1996, AMADA Oceania Pty. Ltd. in Australien 1998, AMADA India PVT. LTD. 2000, AMADA International Trading (Shenzhen) Co., Ltd 2001 und AMADA OOO in Russland 2003.
Mit der Gründung der Niederlassung AMADA Laser America Co., Ltd. in den USA 1999 eröffnete das Unternehmen das neue Arbeitsfeld Lasertechnik, das seitdem stark ausgebaut wurde. 2007 konnte ein auf Lasertechnik spezialisiertes Forschungs- und Produktionszentrum in Fujinoyma (Japan) eröffnet werden. 2009 wurde mit dem AMADA Solution Center Haan der Standort in Haan um eine bedeutende Abteilung der AMADA Machine Tools erweitert. 2013 wurde das AMADA Technical Center Landshut eröffnet, das der Forschung und Entwicklung sowie dem Kundenkontakt dient. 2013 übernahm Amada außerdem die Miyachi Corporation. Insgesamt ist Amada an 43 Standorten tätig.